# Beli trak (film)
Beli trak (nemško Das weiße Band – Eine deutsche Kindergeschichte) je koprodukcijski črno-beli dramski film iz leta 2009, ki ga je režiral in zanj napisal scenarij Michael Haneke. Film mračno prikazuje družbo in družino v vasici na severu Nemškega cesarstva tik pred izbruhom prve svetovne vojne in po Hankejevih besedah »prikazuje vir zla. Vseeno če gre za verski ali politični terorizem, ker je oboje popolnoma enako.« V glavnih vlogah nastopajo Christian Friedel, Ulrich Tukur in Josef Bierbichler.
Film je bil premierno prikazan 21. maja 2009 na Filmskem festivalu v Cannesu, kjer je osvojil glavno nagrado zlata palma, ob tem pa še nagrado Mednarodnega združenja filmskih kritikov in posebno omembo ekumenske žirije. Naletel je na dobre ocene kritikov ter osvojil veliko nagrado Mednarodnega združenja filmskih kritikov za film leta, evropske filmske nagrade za najboljši film, režijo in scenarij in zlati globus za najboljši tujejezični film. Na 82. podelitvi je bil nominiran za oskarja za najboljši tujejezični film in fotografijo. Na podelitvi nemških filmskih nagrad je osvojil nagrado v desetih kategorijah, tudi za najboljši film, režijo in igralca. Leta 2012 je film prejel deset glasov v anketi revije Britanskega filmskega inštituta Sight & Sound leta 2016 pa je bil v anketi mednarodnih filmskih kritikov BBC-ja uvrščen na 18. mesto najboljših filmov od leta 2000.

## Vloge
- Christian Friedel kot šolski učitelj
- Ernst Jacobi kot pripovedovalec
- Leonie Benesch kot Eva
- Ulrich Tukur kot baron
- Ursina Lardi kot baronesa Marie-Louise
- Fion Mutert kot Sigmund
- Michael Kranz kot Sigmundov zasebni učitelj
- Burghart Klaußner kot pastor
- Steffi Kühnert kot Anna
- Maria-Victoria Dragus kot Klara
- Leonard Proxauf kot Martin
- Levin Henning kot Adolf
- Johanna Busse kot Margarete
- Thibault Sérié kot Gustav
- Josef Bierbichler kot baronov upravitelj
- Gabriela Maria Schmeide kot Emma
- Janina Fautz kot Erna
- Enno Trebs kot Georg
- Theo Trebs kot Ferdinand
- Rainer Bock kot zdravnik
- Roxane Duran kot Anna
- Susanne Lothar babica
- Eddy Grahl kot Karli
- Branko Samarovski kot kmet
- Birgit Minichmayr kot Frieda
- Aaron Denkel kot Kurti
- Detlev Buck kot Evin oče
- Carmen-Maja Antoni kot babica